# Odostomia terryi
Odostomia terryi är en snäckart som beskrevs av Olsson och Mcginty 1858. Odostomia terryi ingår i släktet Odostomia och familjen Pyramidellidae. Inga underarter finns listade i Catalogue of Life.